# Domenico Fontana
Domenico Fontana (Melide, Ticino kanton, 1543 – Nápoly, 1607)  késő reneszánsz itáliai építész, aki főként Rómában és Nápolyban dolgozott. 

## Munkássága
Római tevékenysége során sorsa nagymértékben összekapcsolódott az őt pártoló Felice Peretti bíboros életútjával, aki 1585-ben V. Sixtus néven pápa lett. A pápa részére építette fel a „Villa Montaltó”-t és sok más építmény között a Fontana dell’Acqua Felice római szökőkutat is. Peretti 1590-ben bekövetkezett halála után Fontana nehezen tudott újabb megbízásokhoz jutni Rómában, ezért Nápolyba ment, hogy az alkirály számára dolgozzék.
Peretti segítségével három pápai palota építésében is vezető szerephez jutott. A Vatikánban ő építette meg az új szárnyat (ma ez a pápai lakosztály) és az új könyvtárat a Cortile del Belvederében dolgozott a Quirinale-palotán is, felügyelt a Lateráni palota építésére, amely Sixtus nyári rezidenciája lett. A pápa városmegújító programjának keretében új utakat és vízműveket tervezett. 
Hírnevét mégis leginkább a két egyiptomi obeliszknek a felállítása alapozta meg, amelyek Róma városképének ma is meghatározói; az egyik a Santa Maria Maggiore-templom kórusa előtt áll, a másik a Szent Péter téren. A felállítási műveletet Della Trasportazione dell'Obelisco Vaticano (A vatikáni obeliszk átszállításáról, 1590) című munkájában írta le. (Az obeliszk helye néhány fokkal eltér a Szent Péter-bazilika főtengelyének irányától). A szó szoros értelmében az utolsó pillanatig szolgálta V. Sixtust – még a pápa mauzóleumát is ő építette meg a Santa Maria Maggiore-templom¬ban. Nápolyi főműve a királyi palota (1600-1602), amely elősegítette a római klasszicizmus elterjedését a városban. Stílusát sok bírálat érte monotonsága, egyhangúsága és szigora miatt.

## Művei
Fontosabb művei, amelyekben közreműködött:
- A Villa Peretti (1570) a mai Palazzo Massimo alle Terme helyén állt.
- Santa Maria Maggiore ; V. Sixtus szentségi kápolna (1585)
- A San Luigi dei Francesi befejezése (1589)
- Az Acqua Felice V. Szixtusz pápa vízellátó rendszere két szökőkúttal:
- Fontana dell’Acqua Felice (|Mózes-kút) a Largo di Santa Susanne-ban (1587)
- A négy szökőkút a Quirinalis csúcsán (1587)
- Lateráni bazilika; portikusz loggiával (1587)
- Lateráni palota (1587)
- A Traianus-oszlop és a Marcus Aurelius-oszlop restaurálása (1588)
- Szent lépcső a Laterán közelében (1586–1588)
- Apostoli Palota (1589)
- Könyvtár az Apostoli Palota Belvedere folyosójában (1587–1590).

## Galéria

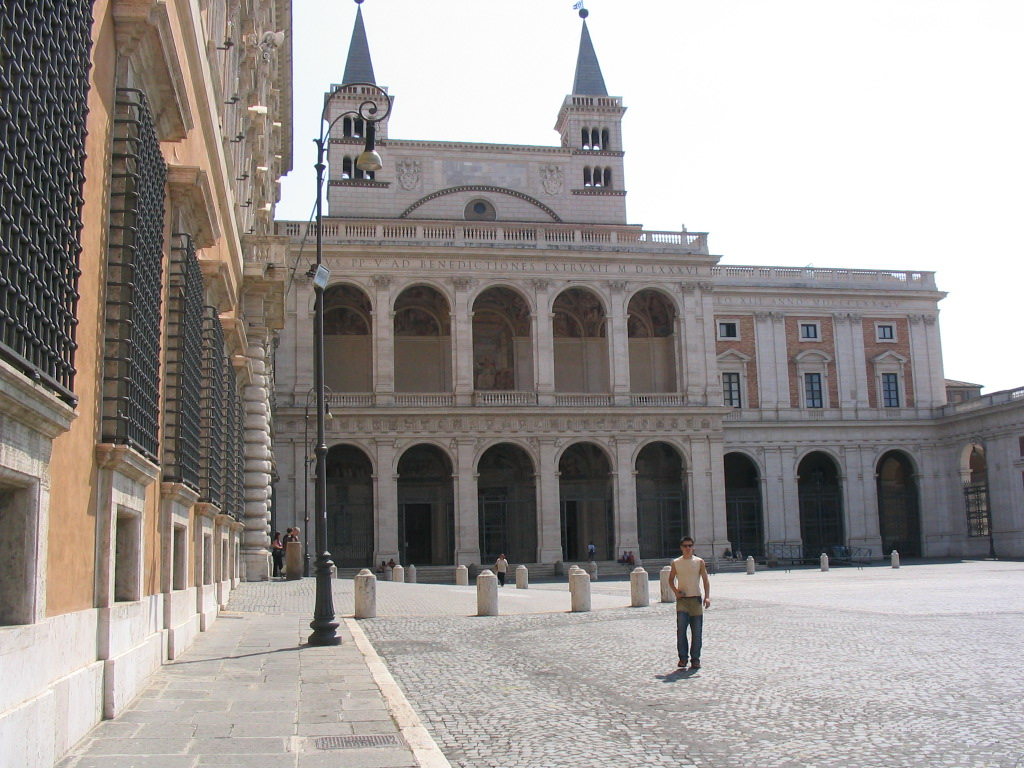
Laterán: Loggia
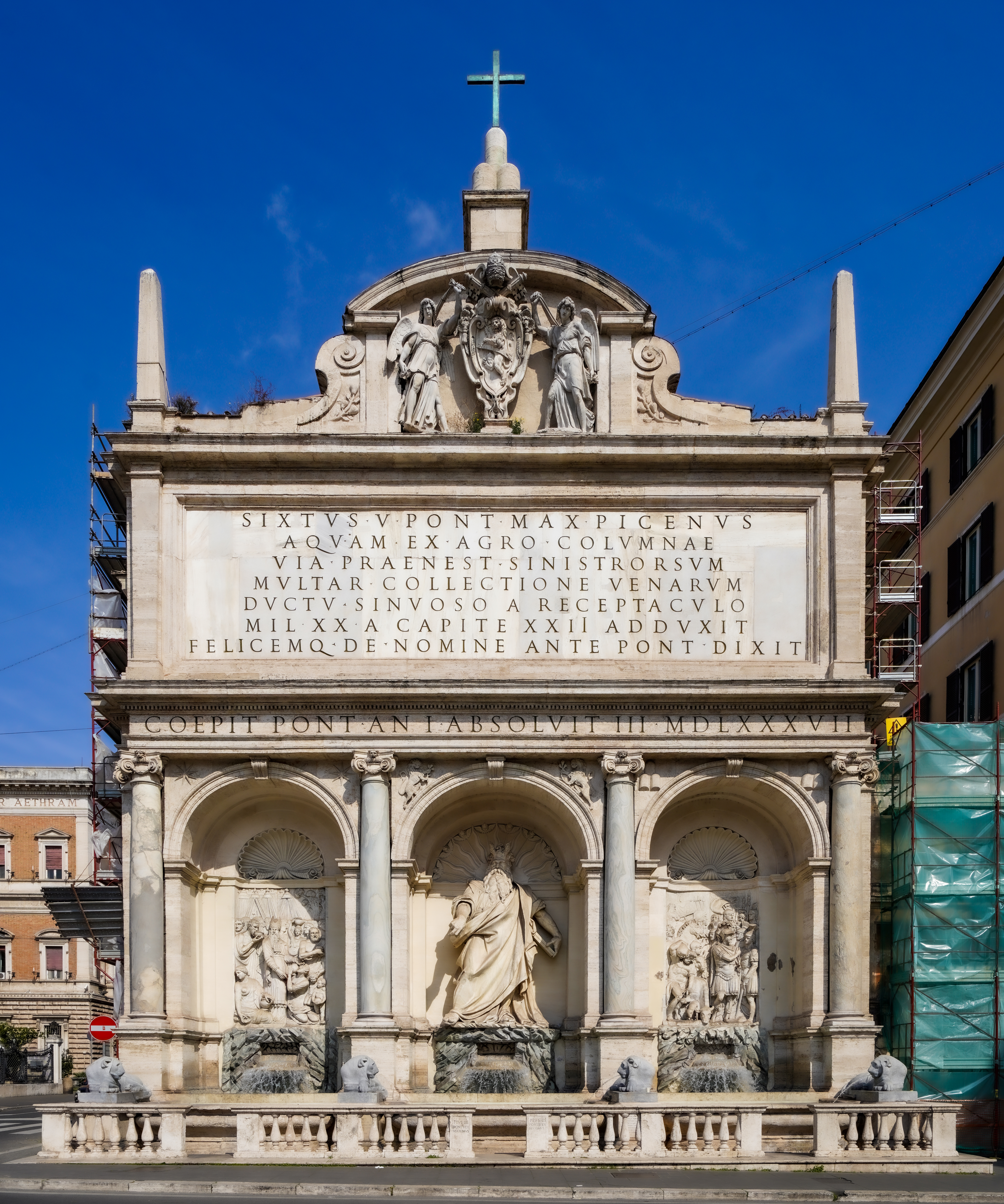
Mózes-kút
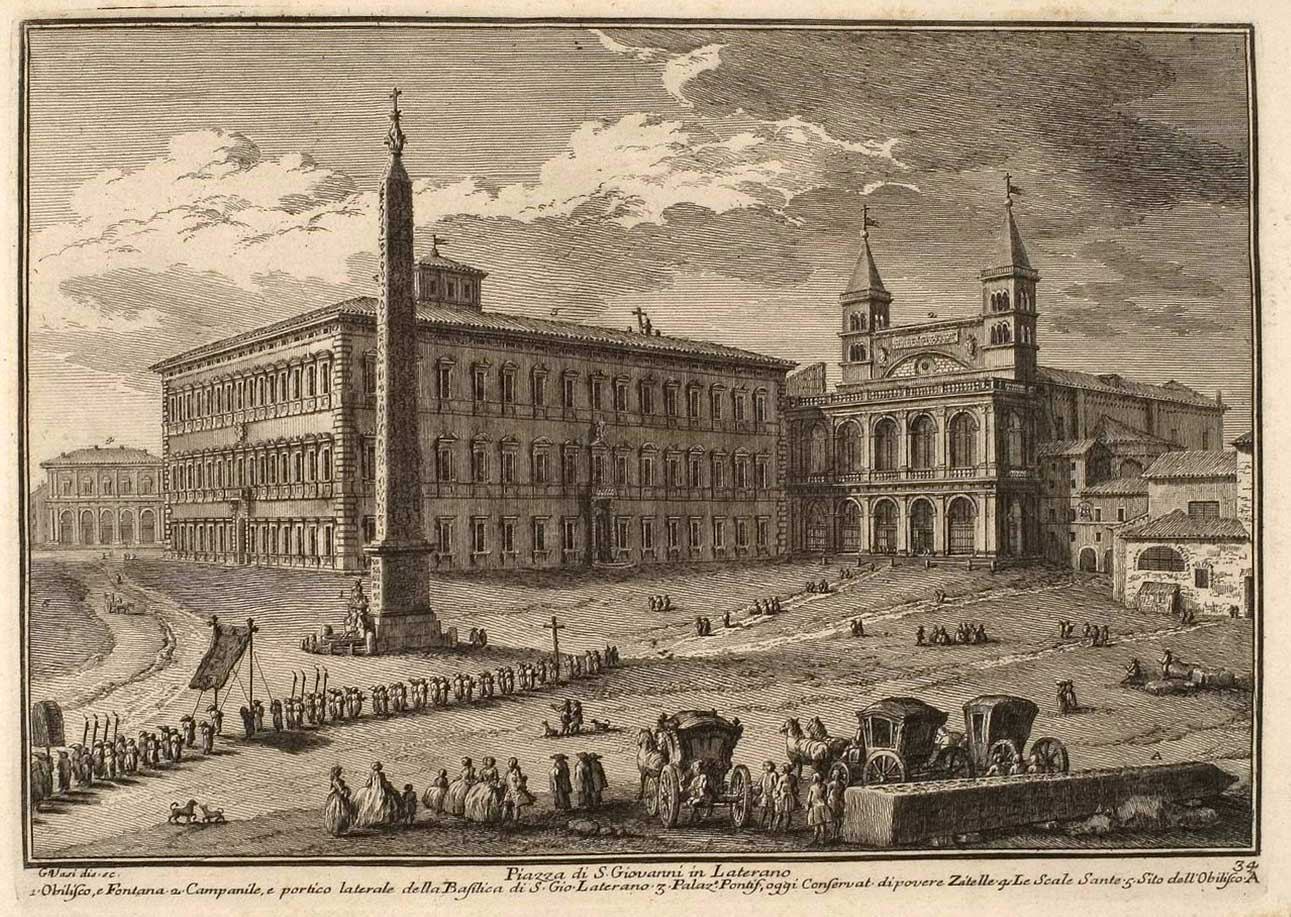
Lateráni palota
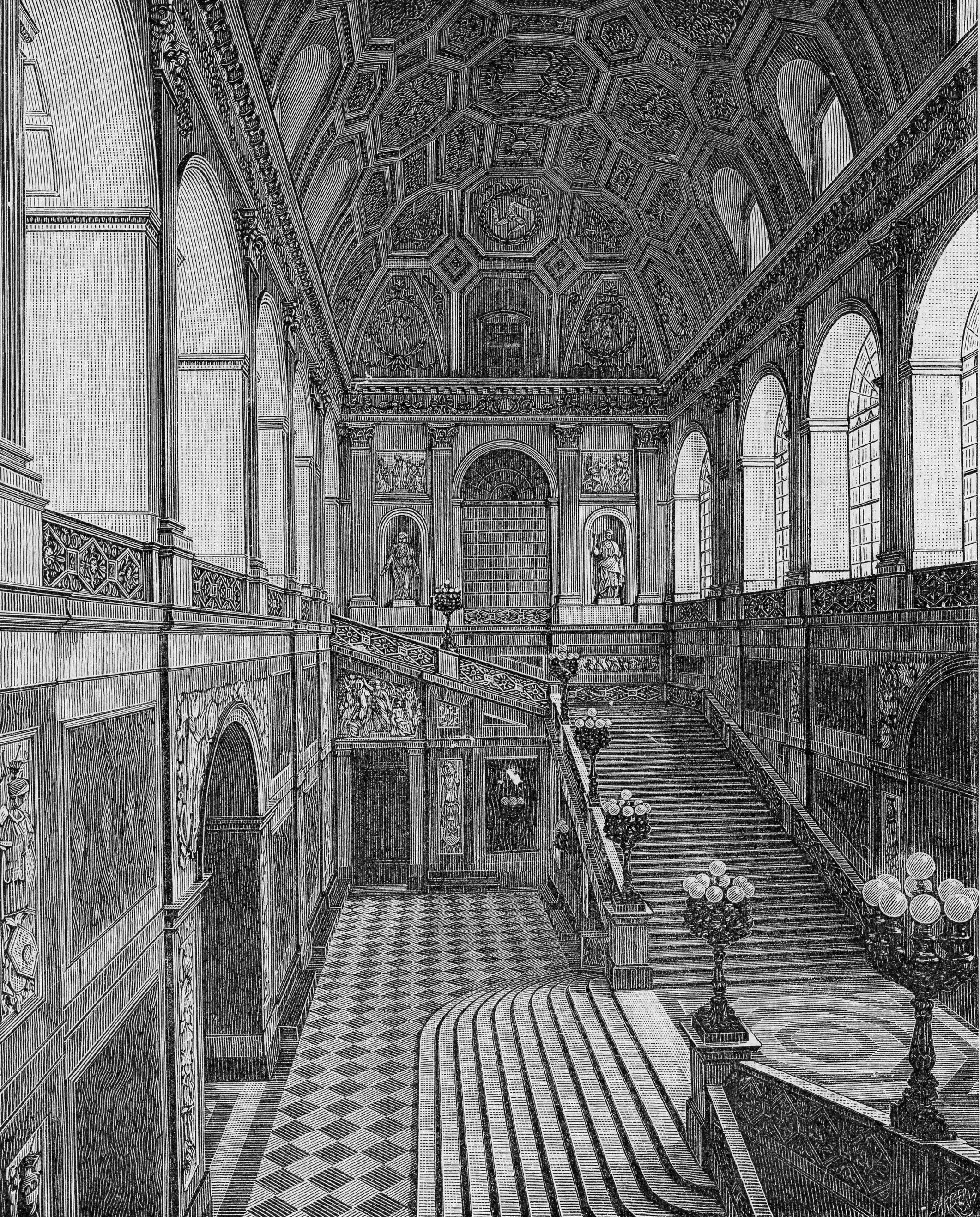
Nápoly: Scalone d onore (lépcső) a Palazzo Reale-ban